# Duggendorf
Duggendorf település Németországban, azon belül Bajorországban. Lakosainak száma 1608 fő (2023. december 31.).

## Népesség
A település népessége az elmúlt években az alábbi módon változott:
| Lakosok száma | 1182 | 582  | 1573 | 1578 | 1555 | 1588 | 1587 | 1575 | 1582 | 1608 |
|               | 1970 | 1975 | 2011 | 2012 | 2014 | 2015 | 2017 | 2019 | 2022 | 2023 |